# Segunda ronda de la Clasificación de Concacaf para la Copa Mundial de Fútbol de 1994
La Segunda ronda de la Clasificación de Concacaf para la Copa Mundial de Fútbol de 1994 fue la etapa que determine a los clasificados a la tercera ronda (Hexagonal final) del torneo clasificatorio de Norteamérica, Centroamérica y el Caribe. Se llevó a cabo del 8 de noviembre de 1992 al 6 de diciembre de 1992. Clasificaron a la última ronda México, Honduras, El Salvador y Canadá.

## Resultados

### Grupo A
| Pos. | Equipo                       | Pts. | PJ | G | E | P | GF | GC | Dif. | Clasificación |     | Bandera de México | Bandera de Honduras | Bandera de Costa Rica | Bandera de San Vicente y las Granadinas |
| ---- | ---------------------------- | ---- | -- | - | - | - | -- | -- | ---- | ------------- | --- | ----------------- | ------------------- | --------------------- | --------------------------------------- |
| 1    | México                       | 9    | 6  | 4 | 1 | 1 | 22 | 3  | +19  | Ronda final   |     | —                 | 2:0                 | 4:0                   | 11:0                                    |
| 2    | Honduras                     | 9    | 6  | 4 | 1 | 1 | 14 | 6  | +8   | Ronda final   |     | 1:1               | —                   | 2:1                   | 4:0                                     |
| 3    | Costa Rica                   | 6    | 6  | 3 | 0 | 3 | 11 | 9  | +2   |               |     | 2:0               | 2:3                 | —                     | 5:0                                     |
| 4    | San Vicente y las Granadinas | 0    | 6  | 0 | 0 | 6 | 0  | 29 | −29  |               | 0:4 | 0:4               | 0:1                 | —                     |                                         |

 Fuente: 
| 8 de noviembre de 1992 | Costa Rica            | 2:3 (2:0) | Honduras                                  | Estadio Nacional, San José   |                              |
|                        | Berry 2' · Arnáez 35' | Reporte   | Dolmo Flores 47' · Smith 72' · Obando 82' | Árbitro(s): Rafael Rodríguez | Árbitro(s): Rafael Rodríguez |

| 8 de noviembre de 1992 | San Vicente y las Granadinas | 0:4 (0:1) | México                                 | Arnos Vale Stadium, Kingstown |                        |
|                        |                              | Reporte   | Zague 21' · Suárez 55' · Uribe 73' 78' | Árbitro(s): Noel Smith        | Árbitro(s): Noel Smith |

| 15 de noviembre de 1992 | México                      | 2:0 (1:0) | Honduras | Estadio Azulgrana, Ciudad de México                        |                                                            |
|                         | de la Torre 12' · Uribe 62' | Reporte   |          | Asistencia: 34 413 espectadores Árbitro(s): Raúl Domínguez | Asistencia: 34 413 espectadores Árbitro(s): Raúl Domínguez |

| 15 de noviembre de 1992 | San Vicente y las Granadinas | 0:1 (0:0) | Costa Rica   | Arnos Vale Stadium, Kingstown |                            |
|                         |                              | Reporte   | González 57' | Árbitro(s): Ramesh Ramdhan    | Árbitro(s): Ramesh Ramdhan |

| 22 de noviembre de 1992 | México                                        | 4:0 (0:0) | Costa Rica | Estadio Azulgrana, Ciudad de México                            |                                                                |
|                         | García 61' 69' · Suárez 64' · de la Torre 82' | Reporte   |            | Asistencia: 40 000 espectadores Árbitro(s): Juan Pablo Escobar | Asistencia: 40 000 espectadores Árbitro(s): Juan Pablo Escobar |

| 22 de noviembre de 1992 | San Vicente y las Granadinas | 0:4 (0:2) | Honduras                                 | Arnos Vale Stadium, Kingstown                         |                                                       |
|                         |                              | Reporte   | Flores 16' 22' · Suazo 54' · Bennett 83' | Asistencia: 5000 espectadores Árbitro(s): Alwyn Black | Asistencia: 5000 espectadores Árbitro(s): Alwyn Black |

| 28 de noviembre de 1992 | Honduras                                        | 4:0 (3:0) | San Vicente y las Granadinas | Estadio Nacional, Tegucigalpa    |                                  |
|                         | Smith 8' · Obando 24' · Flores 34' · Zelaya 86' | Reporte   |                              | Árbitro(s): Mario Efraín Escobar | Árbitro(s): Mario Efraín Escobar |

| 29 de noviembre de 1992 | Costa Rica       | 2:0 (0:0) | México | Estadio Nacional, San José                                 |                                                            |
|                         | R. Smith 47' 88' | Reporte   |        | Asistencia: 20 000 espectadores Árbitro(s): Robert Sawtell | Asistencia: 20 000 espectadores Árbitro(s): Robert Sawtell |

| 5 de diciembre de 1992 | Honduras                | 2:1 (1:0) | Costa Rica  | Estadio Nacional, Tegucigalpa                       |                                                     |
|                        | Flores 15' · Obando 51' | Reporte   | Ramírez 73' | Asistencia: 5 espectadores Árbitro(s): Mike Seifert | Asistencia: 5 espectadores Árbitro(s): Mike Seifert |

| 6 de diciembre de 1992 | México                                                                                | 11:0 (6:0) | San Vicente y las Granadinas | Estadio Azulgrana, Ciudad de México                                   |                                                                       |
|                        | Uribe 5' 38' 88' · Hermosillo 14' 23' 76' 80' · Bernal 30' 56' 71' · Zague 44' (pen.) | Reporte    |                              | Asistencia: 20 000 espectadores Árbitro(s): José Antonio Gómez Santos | Asistencia: 20 000 espectadores Árbitro(s): José Antonio Gómez Santos |

| 13 de diciembre de 1992 | Costa Rica                                  | 5:0 (2:0) | San Vicente y las Granadinas | Estadio Nacional, San José |                        |
|                         | Astúa 6' 50' 70' · Medford 43' · Arnáez 73' | Reporte   |                              | Árbitro(s): Brian Hall     | Árbitro(s): Brian Hall |

| 13 de diciembre de 1992 | Honduras  | 1:1 (0:0) | México    | Estadio Nacional, Tegucigalpa                             |                                                           |
|                         | Suazo 49' | Reporte   | Uribe 57' | Asistencia: 25 000 espectadores Árbitro(s): Jack D'Aquila | Asistencia: 25 000 espectadores Árbitro(s): Jack D'Aquila |

### Grupo B
| Pos. | Equipo      | Pts. | PJ | G | E | P | GF | GC | Dif. | Clasificación |     | Bandera de El Salvador | Bandera de Canadá | Bandera de Jamaica | Bandera de Bermudas |
| ---- | ----------- | ---- | -- | - | - | - | -- | -- | ---- | ------------- | --- | ---------------------- | ----------------- | ------------------ | ------------------- |
| 1    | El Salvador | 9    | 6  | 4 | 1 | 1 | 12 | 6  | +6   | Ronda final   |     | —                      | 1:1               | 2:1                | 4:1                 |
| 2    | Canadá      | 7    | 6  | 2 | 3 | 1 | 9  | 7  | +2   | Ronda final   |     | 2:3                    | —                 | 1:0                | 4:2                 |
| 3    | Jamaica     | 4    | 6  | 1 | 2 | 3 | 6  | 9  | −3   |               |     | 0:2                    | 1:1               | —                  | 3:2                 |
| 4    | Bermudas    | 4    | 6  | 1 | 2 | 3 | 7  | 12 | −5   |               | 1:0 | 0:0                    | 1:1               | —                  |                     |

 Fuente: 
| 18 de octubre de 1992 | Jamaica    | 1:1 (0:0) | Canadá       | Independence Park, Kingston                                |                                                            |
|                       | Wright 70' | Reporte   | Mitchell 85' | Asistencia: 17 000 espectadores Árbitro(s): Ramesh Ramdhan | Asistencia: 17 000 espectadores Árbitro(s): Ramesh Ramdhan |

| 18 de octubre de 1992 | Bermudas        | 1:0 (0:0) | El Salvador | Bermudas National Stadium, Hamilton                             |                                                                 |
|                       | Lightbourne 77' | Reporte   |             | Asistencia: 4000 espectadores Árbitro(s): Miguel Salas Castillo | Asistencia: 4000 espectadores Árbitro(s): Miguel Salas Castillo |

| 25 de octubre de 1992 | El Salvador  | 1:1 (1:0) | Canadá     | Estadio Cuscatlán, San Salvador                                          |                                                                          |
|                       | González 32' | Reporte   | Miller 86' | Asistencia: 16 342 espectadores Árbitro(s): Victor Hugo Rodríguez Ugaldo | Asistencia: 16 342 espectadores Árbitro(s): Victor Hugo Rodríguez Ugaldo |

| 25 de octubre de 1992 | Bermudas     | 1:1 (0:0) | Jamaica   | Bermudas National Stadium, Hamilton                 |                                                     |
|                       | Jennings 52' | Reporte   | Davis 74' | Asistencia: 4500 espectadores Árbitro(s): Ali Black | Asistencia: 4500 espectadores Árbitro(s): Ali Black |

| 1 de noviembre de 1992 | Canadá       | 1:0 (0:0) | Jamaica | Varsity Stadium, Toronto                                            |                                                                     |
|                        | Mitchell 53' | Reporte   |         | Asistencia: 8131 espectadores Árbitro(s): Franklin Morales Trujillo | Asistencia: 8131 espectadores Árbitro(s): Franklin Morales Trujillo |

| 1 de noviembre de 1992 | El Salvador                                               | 4:1 (2:0) | Bermudas   | Estadio Cuscatlán, San Salvador                               |                                                               |
|                        | Palacios 22' · González 44' · Cienfuegos 52' · Rivera 56' | Reporte   | Goater 86' | Asistencia: 21 300 espectadores Árbitro(s): José Luis Fuentes | Asistencia: 21 300 espectadores Árbitro(s): José Luis Fuentes |

| 8 de noviembre de 1992 | Canadá                    | 2:3 (1:1) | El Salvador                | Swangard Stadium, Burnaby                                             |                                                                       |
|                        | Miller 13' · Mitchell 71' | Reporte   | Rivera 44' · Ulloa 52' 89' | Asistencia: 6278 espectadores Árbitro(s): Carlos Castellanos Orendain | Asistencia: 6278 espectadores Árbitro(s): Carlos Castellanos Orendain |

| 8 de noviembre de 1992 | Jamaica                 | 3:2 (2:0) | Bermudas                 | Independence Park, Kingston         |                                     |
|                        | Wright 5' 85' · Reid 8' | Reporte   | Paynter 66' · Goater 68' | Árbitro(s): Ronald Gutiérrez Castro | Árbitro(s): Ronald Gutiérrez Castro |

| 15 de noviembre de 1992 | Canadá                          | 4:2 (3:0) | Bermudas              | Swangard Stadium, Burnaby                                  |                                                            |
|                         | Bunbury 9' 14' 35' · Aunger 86' | Reporte   | Goater 72' · Swan 76' | Asistencia: 4093 espectadores Árbitro(s): León Padró Borja | Asistencia: 4093 espectadores Árbitro(s): León Padró Borja |

| 22 de noviembre de 1992 | Jamaica | 0:2 (0:1) | El Salvador     | Independence Park, Kingston                             |                                                         |
|                         |         | Reporte   | Meléndez 8' 85' | Asistencia: 15 000 espectadores Árbitro(s): Berny Ulloa | Asistencia: 15 000 espectadores Árbitro(s): Berny Ulloa |

| 6 de diciembre de 1992 | Bermudas        | 0:0     | Canadá | Bermudas National Stadium, Hamilton                   |                                                       |
|                        | Lightbourne 77' | Reporte |        | Asistencia: 1200 espectadores Árbitro(s): Ed Cummings | Asistencia: 1200 espectadores Árbitro(s): Ed Cummings |

| 6 de diciembre de 1992 | El Salvador                  | 2:1 (2:0) | Jamaica   | Estadio Cuscatlán, San Salvador                                  |                                                                  |
|                        | Meléndez 21' · Díaz Arce 35' | Reporte   | Davis 86' | Asistencia: 36 625 espectadores Árbitro(s): Fredy Burgos Escobar | Asistencia: 36 625 espectadores Árbitro(s): Fredy Burgos Escobar |

## Goleadores
7 goles
- Francisco Uribe

4 goles
- Juan Flores
- Carlos Hermosillo

3 goles
- Shaun Goater
- Alex Bunbury
- Dale Mitchell
- Javier Astúa
- Milton Meléndez
- Guillermo Rivera
- César Obando
- Hector Wright
- Marcelino Bernal

2 goles
- Colin Miller
- Diego Arnáez
- Richard Smith
- Mágico González
- Óscar Ulloa
- Nicolás Suazo
- Richardson Smith
- Paul Davis
- Luis Alves
- José Manuel de la Torre
- Luis García
- Claudio Suárez